# Iwan Katz

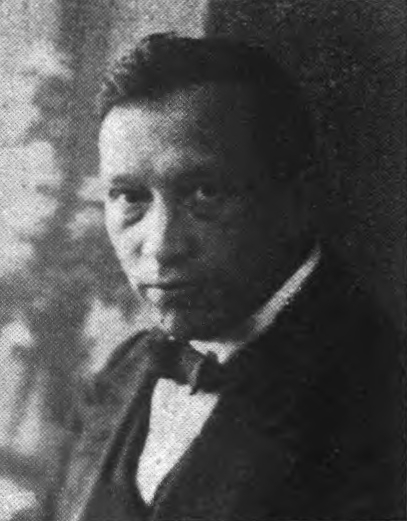
Iwan Katz (1921)

Iwan Katz (* 1. Februar 1889 in Hannover; † 20. September 1956 in Castagnola, Tessin, Schweiz) war ein kommunistischer Politiker.

## Leben
Der aus einer jüdischen Kaufmannsfamilie stammende Katz besuchte Gymnasien in Osnabrück, Dortmund und Linden und begann nach dem Abitur ein durch einjährige Betriebsarbeit in der Metallindustrie unterbrochenes Studium der Rechts- und Staatswissenschaft, der Volkswirtschaftslehre und der Medizin in Berlin, Würzburg und Hannover. Seit 1906 Mitglied der sozialistischen Jugendbewegung, wurde er 1907 zum Vorsitzenden der Arbeiterjugendvereine von Norddeutschland gewählt, wenig später trat er auch der SPD bei. Beruflich war er zeitweise als Assistent an der TH Hannover und ab 1911 beim Statistischen Amt der Stadt Hannover tätig und absolvierte 1912 seinen Militärdienst. 1913 heiratete er Anna Kerwel, ebenfalls SPD-Mitglied.
Im Ersten Weltkrieg Offizier im Leutnantsrang, leitete er ab September 1918 den Demobilisierungsausschuss seiner Heimatstadt und wurde hier nach der Novemberrevolution Anfang 1919 Stadtverordneter. Ende 1919 trat Katz zur USPD über und gehörte hier zur linken Mehrheit, welche sich Ende 1920 mit der KPD zusammenschloss. 1921 für die KPD in den Preußischen Landtag gewählt, gehörte Katz zum „linken“ Parteiflügel und war in dieser Zeit einer der beliebtesten Redner der Partei (mit einem starken Hang zum Verbalradikalismus) und leitete 1922 bis 1923 die kommunalpolitische Abteilung der KPD. Nach dem gescheiterten Hamburger Aufstand 1923 und der Absetzung der bisherigen Parteiführung um die „Parteirechten“ Heinrich Brandler und August Thalheimer rückte Katz in die Parteispitze auf, wurde im Mai und erneut im Dezember 1924 in den Reichstag gewählt und vertrat die KPD bis 1925 beim Exekutivkomitee der Kommunistischen Internationale (EKKI).
Beim erneuten Aufbrechen von Fraktionskämpfen 1925 wurde er von der Parteiführung um Ruth Fischer von seiner Funktion beim EKKI enthoben. Katz, der zu dieser Zeit die Mehrheit der hannoverschen Partei hinter sich hatte, war einer der wichtigsten Sprecher des „ultralinken“, antiparlamentarischen Parteiflügels, welcher die Sowjetunion als staatskapitalistisch zu kritisieren begann. Am 11. Januar 1926 besetzten Katz und seine Anhänger das von der nun von Ernst Thälmann geführten Partei kontrollierte Haus der Niedersächsischen Arbeiterzeitung, woraufhin die Thälmann-treue Org-Leitung unter Paul Grobis das Gebäude polizeilich räumen ließ. Diese „Hausbesetzung“ hatte zur Folge, dass Katz und seine Anhänger einige Tage später aus der Partei ausgeschlossen wurden. Die von Katz geführte Gruppe nannte sich nun KPD-Linke, vertrat rätekommunistische Positionen und schloss sich im Sommer 1926 mit der AAUE um Franz Pfemfert und dem Industrieverband für das Verkehrsgewerbe  zum kurzlebigen Spartakusbund linkskommunistischer Organisationen zusammen. Katz behielt, trotz antiparlamentarischer Positionen, sein Reichstagsmandat bis 1928 und gehörte der Parlamentariergruppe Linke Kommunisten an.
Ab 1927 zog Katz sich nach und nach aus der Tagespolitik zurück und bekleidete eine leitende Funktion beim Sozialamt in Berlin-Wedding. Nach der Machtergreifung der NSDAP verlor Katz im März 1933 seine Stellung und war kurzzeitig in einem Konzentrationslager inhaftiert, wurde aber nach einer Intervention von Innenminister Wilhelm Frick, welcher Katz aus der Amnestie-Kommission des Reichstags 1924/25 kannte, wieder freigelassen. 1941 wurde Katz erneut in einem Zwangsarbeiterlager inhaftiert, aus dem er wenig später fliehen und in Schloss Wiepersdorf später Berlin bei Bettina Encke von Arnim untertauchen konnte. 1944 wurde Katz entdeckt und nach Auschwitz und danach nach Mauthausen deportiert. Auf Grund seiner medizinischen Kenntnisse fand er als Arzt bei den in Mauthausen stationierten Wehrmachtseinheiten Verwendung und war an der kampflosen Übergabe der Festung Mauthausen an die US-Armee Anfang Mai 1945 beteiligt. Nach der Befreiung kümmerte er sich zunächst um die medizinische Versorgung der befreiten KZ-Insassen und kehrte anschließend nach Berlin zurück.
Hier trat er wieder der KPD bei und nach der Zwangsvereinigung von SPD und KPD 1946 der SED. Katz wurde – trotz einer Intervention Walter Ulbrichts – aufgrund der Bestimmung über die Wiedereinstellung der von den Nazis gemaßregelten Beamten in die Berliner Stadtverwaltung eingestellt. Katz versuchte in den Folgejahren als Vermittler zwischen SPD und SED sowie zwischen den verschiedenen Besatzungsmächten zu fungieren, geriet in der SED aber immer stärker unter Beschuss, zumal er die Berlin-Blockade ablehnte. Ende 1948 wurde er erneut aus dem Staatsdienst entlassen, wenig später trat er aus der SED aus und kurz darauf der SPD bei. 1950 unterstützte Katz die kurzlebige „titoistische“ Unabhängige Arbeiterpartei Deutschlands (UAPD), aus Gesundheitsgründen siedelte er 1954 ins Tessin über, wo er seine letzten Lebensjahre verbrachte.

## Werke
- Das Siedlungs-, Bau- und Wohnungsprogramm der Kommunistischen Partei Deutschlands. Berlin 1922
- Zum Fall Haarmann. Hannover 1924.